# Chuck Mosley
Chuck Mosley właściwie Charles Henry Mosley III (ur. 26 grudnia 1959 w Hollywood, zm. 9 listopada 2017) – amerykański wokalista, członek zespołu Faith No More.

## Życiorys
W latach 1984–1988 był wokalistą prowadzącym zespołu rockowego Faith No More, z którym nagrał dwa albumy studyjne: We Care a Lot w 1985 oraz Introduce Yourself w 1987. To właśnie z Mosleyem zespół zarejestrował jeden ze swoich najbardziej znanych utworów We Care A Lot. Ze składu został usunięty w 1988, a jego miejsce zajął wówczas Mike Patton. Następnie Mosley współpracował z Bad Brains i Cement. W 2009 debiutował jako artysta solowy albumem Will Rap Over Hard Rock for Food. W 2016 wystąpił wspólnie z Faith No More w trakcie kilku koncertów promujących reedycję albumu We Care A Lot. Zmarł 9 listopada 2017, a bliscy Mosleya poinformowali, iż zmarł on w wyniku komplikacji spowodowanych uzależnieniem.